# Chaman Golī
Chaman Golī (persiska: چمن گلی) är en ort i Iran.   Den ligger i provinsen Chahar Mahal och Bakhtiari, i den centrala delen av landet, 400 km söder om huvudstaden Teheran. Chaman Golī ligger 1 494 meter över havet och antalet invånare är 332.
Terrängen runt Chaman Golī är varierad. Chaman Golī ligger nere i en dal. Runt Chaman Golī är det ganska glesbefolkat, med 42 invånare per kvadratkilometer. Närmaste större samhälle är Arteh, 3,0 km väster om Chaman Golī. Omgivningarna runt Chaman Golī är i huvudsak ett öppet busklandskap.